# Corynoptera pannosa
Corynoptera pannosa är en tvåvingeart som beskrevs av Hans-Georg Rudzinski 1995. Corynoptera pannosa ingår i släktet Corynoptera och familjen sorgmyggor. Inga underarter finns listade i Catalogue of Life.